# Лижні перегони на зимових Олімпійських іграх 1972
Змагання з лижних перегонів на зимових Олімпійських іграх 1972 тривали з 4 до 13 лютого в Парку Макоманай на околицях Саппоро (Японія). 
Розіграно 7 комплектів нагород — 4 серед чоловіків (15 км, 30 км, 50 км і естафета 4×10 км) та 3 серед жінок (5 км, 10 км і естафета 3× 5 км. Програма змагань порівняно з Олімпійськими іграми 1968 року у Греноблі не змінилась. Усі перегони, окрім естафет, були з роздільним стартом учасників. У змаганнях взяли участь 152 спортсмени (104 чоловіки та 48 жінок) з 19 країн. У загальному медальному заліку в лижних перегонах найкращими стали радянські лижники, які вибороли 5 золотих, 2 срібні та 1 бронзову медаль.
Головною героїнею турніру стала радянська лижниця Галина Кулакова, яка завоювала золоту медаль у всіх трьох перегонах жіночих змагань, тим самим повторивши рекорд Клавдії Боярських, яка здобула три золоті медалі в лижних перегонах на Олімпійських іграх 1964 року в Інсбруку.

## Чемпіони та призери

### Таблиця медалей
| Місце               | Країна               | Золото | Срібло | Бронза | Загалом |
| ------------------- | -------------------- | ------ | ------ | ------ | ------- |
| 1                   | СРСР (URS)           | 5      | 2      | 1      | 8       |
| 2                   | Норвегія (NOR)       | 1      | 3      | 3      | 7       |
| 3                   | Швеція (SWE)         | 1      | 0      | 0      | 1       |
| 4                   | Фінляндія (FIN)      | 0      | 2      | 1      | 3       |
| 5                   | Чехословаччина (TCH) | 0      | 0      | 1      | 1       |
| 5                   | Швейцарія (SUI)      | 0      | 0      | 1      | 1       |
| Загалом (6 збірних) | Загалом (6 збірних)  | 7      | 7      | 7      | 21      |

### Чоловіки
| Дисципліна       | Золото                                                                    | Золото     | Срібло                                                        | Срібло     | Бронза                                                                | Бронза     |
| ---------------- | ------------------------------------------------------------------------- | ---------- | ------------------------------------------------------------- | ---------- | --------------------------------------------------------------------- | ---------- |
| 15 км            | Свен-Оке Лундбек · Швеція                                                 | 45:28.24   | Федір Сімашев · СРСР                                          | 46:00.84   | Івар Формо · Норвегія                                                 | 46:02.68   |
| 30 км            | В'ячеслав Веденін · СРСР                                                  | 1:36:31.15 | Пол Тюлдум · Норвегія                                         | 1:37:25.30 | Йогс Гарвікен · Норвегія                                              | 1:37:32.44 |
| 50 км            | Пол Тюлдум · Норвегія                                                     | 2:43:14.75 | Маґне Мюрмо · Норвегія                                        | 2:43:29.45 | В'ячеслав Веденін · СРСР                                              | 2:44:00.19 |
| естафета 4×10 км | СРСР (URS) Володимир Воронков Юрій Скобов Федір Сімашев В'ячеслав Веденін | 2:04:47.94 | Норвегія (NOR) Оддвар Бро Пол Тюлдум Івар Формо Йогс Гарвікен | 2:04:57.06 | Швейцарія (SUI) Альфред Келін Альберт Ґігер Алоїс Келін Едуард Гаузер | 2:07:00.06 |

### Жінки
| Дисципліна      | Золото                                                     | Золото   | Срібло                                                             | Срібло   | Бронза                                               | Бронза   |
| --------------- | ---------------------------------------------------------- | -------- | ------------------------------------------------------------------ | -------- | ---------------------------------------------------- | -------- |
| 5 км            | Галина Кулакова · СРСР                                     | 17:00.50 | Мар'ятта Кайосмаа · Фінляндія                                      | 17:05.50 | Гелена Шиколова · Чехословаччина                     | 17:07.32 |
| 10 км           | Галина Кулакова · СРСР                                     | 34:17.82 | Алевтина Олюніна · СРСР                                            | 34:54.11 | Мар'ятта Кайосмаа · Фінляндія                        | 34:56.45 |
| естафета 3×5 км | СРСР (URS) Любов Мухачова Алевтина Олюніна Галина Кулакова | 48:46.15 | Фінляндія (FIN) Хелена Такало Хількка Рійхівуорі Мар'ятта Кайосмаа | 49:19.37 | Норвегія (NOR) Інґер Еуфлес Аслеуґ Даль Беріт Мердре | 49:51.49 |

### Країни-учасниці
У змаганнях з лижних перегонів на Олімпійських іграх у Саппоро взяли участь спортсмени 19-ти країн.
- Австрія
- Болгарія
- Канада
- Республіка Китай
- Чехословаччина
- НДР
- Фінляндія
- Франція
- Велика Британія
- Італія
- Японія
- Монголія
- Норвегія
- Польща
- СРСР
- Швеція
- Швейцарія
- США
- Західна Німеччина